# Emelie Larsson (konstnär)
Emelie Larsson, född 1985 i Karlstad, är en svensk konstnär och fotograf verksam i Berlin.
Larsson läste medieprogrammet på Sundsta-Älvkullegymnasiet 2001-2004, Kyrkeruds folkhögskola 2007-2008 och vid Broby Grafiska 2008-2010. Hon har medverkat i separat och samlingsutställningar vid Kyrkeruds Folkhögskola, Kristinehamns konstmuseum, Sliperiet Borgvik, Galleri Nils Åberg i Göteborg, Sundsbergs gård, Galleri KG52 i Stockholm, Värmlands museum, Liljevalchs konsthall, Konsthallen i Hagfors och Östra Galleriet.                
Hon har tilldelats Värmlands konstförenings ungdomsstipendium.
Hennes konst består av fotografier och collage där hon bit för bit bygger upp sina motiv med endast tidningspapper och lim.
Larsson är representerad vid Värmlands läns landsting.